# シャア・アズナブル
- ガンダムシリーズ
  - 機動戦士ガンダム > 機動戦士ガンダムの登場人物 ジオン公国軍 (あ行-さ行) > シャア・アズナブル
  - 機動戦士Ζガンダム > 機動戦士Ζガンダムの登場人物 > シャア・アズナブル
  - 機動戦士ガンダム 逆襲のシャア > 機動戦士ガンダム 逆襲のシャアの登場人物 > シャア・アズナブル

シャア・アズナブル (Char Aznable) は、『ガンダムシリーズ』のうち、アニメ『機動戦士ガンダム』にはじまる宇宙世紀を舞台にした作品に登場する、架空の人物である。「赤い彗星」の異名でも知られる。

## 概要
本名はキャスバル・レム・ダイクン (Casval Rem Deikun)。小説『機動戦士ガンダム』および漫画・アニメ『機動戦士ガンダム THE ORIGIN』における少年期にはエドワウ・マス (Édouard Mass) を、アニメ『機動戦士Ζガンダム』の反地球連邦組織「エゥーゴ」参加時にはクワトロ・バジーナ (Quattro Vageena) を名乗っている。

ガンダムシリーズには多数の派生作品があり登場人物の事蹟も異なる場合があるが、ここでは特に断りのない限り、テレビアニメ『機動戦士ガンダム』『機動戦士Ζガンダム』、アニメーション映画『機動戦士ガンダム 逆襲のシャア』およびOVA『機動戦士ガンダムUC』における事蹟を基準に記す。
一年戦争以前から一年戦争前半までの経歴は、主にテレビアニメ『機動戦士ガンダム』の企画段階における設定や富野由悠季著の小説『機動戦士ガンダム』による設定を整理して、アニメ版の設定に組み込んだ『モビルスーツバリエーション（MSV）』 などの書籍による。
- スニーカー文庫より発売された小説『機動戦士Ζガンダム』は、同文庫より発売された小説『機動戦士ガンダム』から継続しておらず設定も異なっており[4]、アニメ『機動戦士Ζガンダム』で描写出来なかった設定を補完している。
- 角川書店発行の漫画雑誌『ガンダムエース』創刊号より連載された安彦良和の漫画『機動戦士ガンダム THE ORIGIN』は、従来のテレビアニメ版や劇場版と設定が大きく異なる部分が多いパラレル作品であることから、別途記載する。

一年戦争終結後（ア・バオア・クー脱出）からエゥーゴが結成されるまでの経緯は映像化も特にされておらず、『機動戦士Ζガンダム』にてワンカットが描かれたのみである。そのため従来は文字による設定や、小説版『機動戦士Ζガンダム』における細部の描写で判断するしかなかった。『ガンダムエース』に連載された北爪宏幸の漫画『機動戦士ガンダム C.D.A. 若き彗星の肖像』は本格的にこの期間を描いているが、続編である『機動戦士Ζガンダム Define』も含め細部の設定が異なっている。その他、ゲーム『機動戦士ガンダム ギレンの野望』シリーズやPlayStation用ゲーム『機動戦士Ζガンダム』などでは、サンライズが制作したアニメムービーにて短いながらその期間が描かれている。
第一次ネオ・ジオン抗争から第二次ネオ・ジオン抗争開戦以前の期間も映像化されておらず、また、準公式的な扱いをされている作品もないため、諸説入り乱れている。

## 経歴

### 生誕から幼少時代
生誕
宇宙世紀0059年9月27日、ジオン共和国創始者、ジオン・ズム・ダイクンとトア・ダイクンの子キャスバル・レム・ダイクンとして生まれる。アルテイシア・ソム・ダイクン（セイラ・マス）は実妹。
妾の子として生まれたものの、父ジオンは正妻とは子をもうけることが出来なかったため、未来のジオンの後継者として期待され、英才教育を受けて育つこととなる。
ザビ家からの逃亡生活
宇宙世紀0069年、ジオン・ズム・ダイクンの死後、ザビ家による迫害を受け地球に逃れる。この頃は、父ジオンのよき理解者であったジンバ・ラルの庇護の下、南欧のマス家に養子入りし、「エドワウ・マス」を名乗る（エドワウの名は小説版で初めて登場）。記録上、父のジオンは病死とされているが、実際はデギン・ソド・ザビらによる暗殺と見ており（父がデギンを暗殺者として名指ししようとした動作を、後継者に指名したように装ったとジンバ・ラルやシャアおよびセイラは考えている）、ザビ家への復讐を誓う。

### サイド3潜入時代
ジオン士官学校への入学
宇宙世紀0074年、「シャア・アズナブル」を名乗り潜入、ジオンの士官学校に入学。士官学校時代にガルマ・ザビと出会い親交を結ぶ。優秀な成績を修め、首席で卒業できる状況だったが、卒業直前の演習において上官に逆らって評価を落とし、ガルマに首席を譲って次席で卒業する（ガルマに花を持たせるためにわざと上官に逆らったかのような描写がある）。宇宙世紀0078年、卒業と共にキシリア・ザビ旗下の教導機動大隊に入隊。
宇宙攻撃軍への入隊
その後、ジオン公国国防軍がドズル・ザビ旗下の宇宙攻撃軍とキシリア・ザビ旗下の突撃機動軍の2隊に分割されたことに伴い、宇宙攻撃軍に入隊した。ジオン公国軍における軍籍番号は「PM0571977243S」である。
ジオン公国では正体を隠すため、常に仮面を着けている。顔に火傷の痕がありそれを人目に晒したくないためと本人は説明しているが、実際には顔にそのような傷はなく、実は美男子であるという噂が立っていた。一方でセイラに対しての説明では、過去を捨てるためだと述べている。仮面の下の眼は外から見えないので、表情は分かりづらい。
なお誕生日は11月17日とされることが多いが、9月27日とする説もある。一説によれば11月17日がキャスバルの、9月27日が本物のシャア・アズナブルのものとされるが、キャスバルが「シャア・アズナブル」名のIDをどのように手に入れたかは諸説入り乱れておりはっきりしない。一般的には死亡したシャア・アズナブルという人物のIDを不正に入手したとされるが、アズナブル家に養子に入ったなどとする説も存在する。

### 一年戦争前半
赤い彗星としての活躍
宇宙世紀0079年1月、地球連邦政府との「一年戦争」が勃発。宇宙攻撃軍第6機動大隊第4小隊隊長として活躍する。愛機ザクII（C型）をパーソナル・カラーである赤に塗装し、ルウム戦役ではたった一人で5隻もの戦艦を沈め、「赤い彗星」の異名を獲得。その名は連邦軍の末端兵士にまで轟き恐怖の存在となる。OVA『機動戦士ガンダム MS IGLOO -1年戦争秘録-』第1話ではサラミスを撃沈している。また、このときの功績により中尉から少佐に二階級特進する。その後、ドズルがルウム戦役で旗艦としていたムサイ級旗艦型軽巡洋艦ファルメルを受領し、モビルスーツ（MS）中隊長の任に就く。乗機も指揮官用のザクII S型が与えられている。
ルウム戦役におけるシャアの活躍は、『機動戦士ガンダム』の中では直接描かれていない。後に前述のOVA『MS IGLOO』、OVA『機動戦士ガンダム 第08MS小隊』に収録された映像特典「宇宙世紀余話」でもシャアのルウム戦役での逸話「5艘飛び」に触れられ、この時MSの推進力の噴射と同時に、戦艦や隕石を次の標的へ向かう際の踏み蹴る足場として利用するといった、MSの人型兵器である利点を器用に使うことで「赤い彗星」「三倍の速度」といった渾名が生まれたことが語られた。
『機動戦士ガンダム THE ORIGIN』では、リュウの台詞として、戦艦以外の撃沈を含むことが記述されている。

### 一年戦争後半（『機動戦士ガンダム』）
ガンダムとの出会い
同年9月、連邦軍のゲリラ部隊掃討作戦の帰路に新型艦（ホワイトベース）を捕捉。これを追尾することで、サイド7で連邦軍が極秘裏にMSをテストしている（V作戦決行中）との情報をつかむ。偵察に出した部下が、ザクもろともガンダムに撃破（史上初となるMS同士の戦闘）されると、自らコロニーに潜入しホワイトベースに避難し従軍していた妹のアルテイシア（セイラ）と再会、そして生涯のライバルとなるアムロ・レイのガンダムと初対決を繰り広げる。この時シャアは戦闘に不慣れであったアムロを終始圧倒するものの、ザク・マシンガン（120mm機関砲）の砲撃を跳ね返すガンダムの強固な装甲や、ビーム・ライフルといった武装に驚嘆し、「連邦のモビルスーツは化け物か!?」と発言した。
その後、ホワイトベースとガンダムの奪取もしくは破壊を命じられ、サイド7を脱出したホワイトベースを追跡。ホワイトベースの逃げ込んだ連邦軍宇宙要塞ルナツーへ潜入し破壊工作を行うなど、幾度となく攻撃を仕掛けるが失敗。多数の部下とザクを失う。しかし、ホワイトベースの大気圏突入を狙った奇襲の際、友軍を壊滅させられながらもジオン勢力下に降下させることに成功する。
地球への降下 - ガルマ謀殺により左遷
地球降下後は士官学校同期で地球方面軍司令のガルマ・ザビと合流。当初はガルマと協力しホワイトベースの撃破を目指して共闘するが、ガルマが乗るガウが通過するのを隠れ潜んで待つホワイトベースを見つけ、ガルマがイセリナとの結婚を認められたくて焦っていることなどを鑑み、これをまたとない復讐のチャンスと考えてガルマを謀って死地に向かわせ、ザビ家への復讐の第一歩とする。ガルマの死は彼を溺愛していたドズルの怒りを買い、ガルマを守れなかった責任により宇宙攻撃軍を罷免、左遷される。なお、この頃にはすでにキシリアからの使いが彼と接触している。
富野の小説版によると、左遷され各地を転々としていた際、インドの娼館にてララァ・スンと出会い、ニュータイプの素質を見いだしたとされる。
このことについては富野由悠季の小説『密会 アムロとララァ』にて詳しく書かれている。シャアは、ララァの中に見いだした母性に思慕の情を抱くと共に彼女を寵愛し、また優れたニュータイプである彼女を傍に置くことによって、自分の感覚を研ぎ澄ませようとした（シャアはララァに対し「その能力だけを愛している」といい、ララァもそれを承知していたため、シャアがどの程度ララァを愛していたのかは不明である）。しかし、後にアムロにニュータイプとしての能力に差をつけられるようになり、またララァもそのアムロとより強く惹かれ合うようになる。シャアはそのことに対して嫉妬を覚え、やがて3者は悲劇的な結末を迎えることになる。
また、『M.S.ERA0099』には場末の街の水商売風の女性がいる場所からフラナガン機関の車に乗り込むシャアとララァが描かれている（同書後半の各写真の説明箇所に記載されている）。
復帰してジャブロー潜入戦
同年11月、キシリア・ザビの引き立てでキシリア率いる突撃機動軍に編入。オデッサ作戦直前の時点では中佐だった。その後大佐昇進と共にマッドアングラー隊の司令に就任する。
ベルファストおよび大西洋上でのホワイトベース隊との戦闘（シャア自身は攻撃には直接参加していない）の後、追尾し、連邦軍本部があるジャブローへの進入口を発見。この情報をもとにジオン軍はジャブローへ総攻撃を仕掛けるが、連邦軍とホワイトベース隊の反撃に遭い、失敗に終わる。シャア自身は潜入部隊を乗せたアッガイ数機を率いて（シャア自身は赤いパーソナルカラーのズゴックに搭乗）ジャブローへと潜入。破壊活動を行っていた際に偶然セイラと2度目の再会を果たし、セイラにホワイトベースから降りるよう諭して別れる。
この後、連邦軍守備隊と交戦し彼らを圧倒するものの、アムロのガンダムとの戦闘で腕部を破壊され、バランサーに不具合が生じたため撤退。ガンダムのパイロットとしての成長に驚きながら、ジャブローを後にする。
再び、宇宙へ
同年12月、ホワイトベースを追って機動巡洋艦ザンジバルで地球を離脱。かつての部下ドレンの率いるキャメル艦隊と共にホワイトベースを挟撃しようとするが、同艦隊はシャアが駆けつける前に全滅。シャアのザンジバルも攻撃を開始するものの被弾し、撃破にはいたらなかった。
中立の非戦闘地帯であるサイド6においてアムロと初めて直接対面する。この邂逅でアムロが一見でシャアだと直感したのに対し、シャアは当人にフルネームで名乗られたにもかかわらず、「……はて？ どこかで聞いたような」と、彼がガンダムのパイロットであることに気づかなかった。この時シャアは、車をスタックさせた敵軍の少年兵に対し軍服の膝を泥で汚して助けてやるという、戦場では決して表わさない親切な人柄を見せている。
月末、テキサスコロニーでマ・クベとアムロの戦いを見る。マ・クベが敗れるのを見届けた後、アムロと交戦するが撤退する。この頃からニュータイプに覚醒しつつあるアムロに一方的に圧倒されるようになる。またテキサスでは妹セイラと3度目の再会を果たし、再びホワイトベースから降りるように伝え、除隊後の生活のためにトランク入りの金地金複数個を渡している。
小説『密会 アムロとララァ』では、アムロと初めて直接対面した際に言った「シャア・アズナブル。ごらんのとおり軍人だ。」という台詞にはシャア自身が道化のような格好を恥じているのか、軍人そのものを侮蔑しているのか自己卑下があり、赤い彗星と呼ばれることをうっとうしいと感じているとアムロには分かった。
その後、ララァ・スンのモビルアーマー・エルメスと共に幾度か出撃する。二人は連邦軍宇宙艦隊を相手に戦果をあげたが、ニュータイプとして覚醒したアムロと、マグネット・コーティングを施されたガンダムに完敗。ララァは、ガンダムのビーム・サーベルからシャアをかばい戦死する。この出来事はシャアとアムロの大きな遺恨となり、その後の二人の人生と彼らの間の確執を決定づけた。
アムロとの決戦
宇宙要塞ア・バオア・クーでの決戦ではニュータイプ用MS・ジオングに搭乗してSフィールドに出撃。連邦軍が要塞に取り付くのを阻止する任務には失敗するが、ガンダムと互角に戦い相討ちになる（アムロ、シャア両名共機体は放棄）。そして要塞内部でアムロと生身で剣を使って斬り合うが、駆けつけたセイラの説得中に爆発に巻き込まれ、戦いは中断される。この戦いでアムロに剣で額を突かれ、その傷跡は生涯消えることはなかった。
その後、セイラに別れを告げると要塞から脱出し始めたザンジバルのブリッジにキシリアがいることを確認し、司令席に座ったキシリアに敬礼をする。シャアを視認したキシリアは、その直後にシャアにバズーカで窓越しに撃たれて頭を吹き飛ばされ即死、ザンジバルも直後にサラミス級巡洋艦に砲撃されて轟沈する。
「トミノメモ」にあっては、グラナダ陥落後ギレンの指揮下でニュータイプ部隊の一員に加わる。もはやギレンへの復讐心よりもアムロとの子供じみた因縁に取り憑かれた彼は、アムロとの戦いのなかで瀕死の状態まで追いつめられる。シャアの正体を知らされたギレンではあったが、ジオン軍のスターであり、その上ソーラ・システムの立案者であるシャアを殺そうとはせず中将に取り立てようとまで言い放つ。だが最終的には、ア・バオア・クーに攻め入ったアムロらホワイトベース・クルーとともに重体を押してギレン殺害に走り、親衛隊の凶弾に倒れる。そして妹セイラにアムロへの讃辞を託し、彼は要塞の爆炎に消えることとなる。
ア・バオア・クー脱出
キシリア殺害後、テレビアニメ版での描写はなく、シャアは生死不明となる。劇場版『機動戦士ガンダムIII めぐりあい宇宙編』では、キシリアが乗っていたザンジバル級機動巡洋艦が沈む際、爆風に紛れて離脱を図り、敗残兵とともに要塞を脱出、グワジン級戦艦に乗り戦場を離脱していることが暗示されている。
スマートフォンゲームアプリ『機動戦士ガンダム U.C. ENGAGE』のイベント「アムロシャアモード」では、ふたたびジオングの頭部ユニットに搭乗してア・バオア・クーを脱出し、グワジン級に収容される。同艦の士官に、顔に噂の火傷の跡がないことからシャアであることを怪しまれるが、ごく一部の者しか知らない「ジオング」の名称を知っていることがその疑念を晴らすこととなり、サングラス（のちのエゥーゴ時代に着用しているものと酷似）と通常の軍服を与えられる。その後ミネバを探すためサイド3の首都「ズム・シティ」に向かい、ザクIに搭乗して進駐する連邦軍部隊と交戦し、同胞とともに撃退する。ミネバはいなかったが、情報部のキグナン・ラムザと酒場で接触を図り、アクシズにいるらしいとの情報を得て、手配してもらったスペース・ランチに搭乗する。
ほかにア・バオア・クーからの脱出に関しては、1986年に勁文社より発売された山口宏著のゲームブック『機動戦士ガンダム 最期の赤い彗星』と、漫画『機動戦士ガンダム C.D.A. 若き彗星の肖像』で詳しく描かれているが、いずれも解釈は異なる。ア・バオア・クー攻略戦の時点におけるマ・クベの生死から、前者はテレビ版を、後者は劇場版をベースにしている。
『最期の赤い彗星』では数人の部下と共にマ・クベの旗艦アサルムを奪取しア・バオア・クーを脱出。キシリアの腹心の部下であるトワニングの送り出すペズンMSの追撃をかわしながらグラナダを経由してアクシズに向かっている。対して『C.D.A.』では、マ・クベと協力してミネバ・ラオ・ザビを警護しながらア・バオア・クーを脱出し、直接アクシズへ向かっている。
逃亡に使用したグワジン級は、『めぐりあい宇宙編』の絵コンテではグワランとされるが、『最期の赤い彗星』ではアサルムとされ、ラポート発行の書籍『機動戦士Ζガンダム大辞典』でもアサルム説を採用している。
また、岩田和久著の漫画『機動戦士Ζガンダム 宇宙を超える者』（講談社発行の漫画雑誌『ガンダムマガジン』2号に収録）によれば、ア・バオア・クー脱出の際にガンダムの破片を持ち帰っており、後にガンダリウムγの開発に寄与することとなる。

### アクシズ時代
ハマーンとの出会い
火星と木星の間（アステロイド・ベルト）にある、小惑星アクシズに到着したシャアは、ザビ家の正統な血のつながりをもつミネバを守るため、アクシズの建設に従事することになる。
また、ここでニュータイプの少女ハマーン・カーンと出会う。「アムロシャアモード」では、0081年にアクシズが連邦軍部隊の襲撃を受けた際にシャアはリック・ドムに搭乗するが、ろくに修理もされていない機体であるため苦戦し、ハマーンに助けられる。
宇宙世紀0083年頃にもアクシズが地球連邦軍による襲撃を受け、戦闘に参加している。このことは近藤和久著の漫画『JUPITER[ZEUS] IN OPERATION TITAN U.C.0083』（単行本『新MS戦記 機動戦士ガンダム短編集』に収録）や『C.D.A.』で描かれている。
『C.D.A.』では、この時期にハマーンのサイド3視察に随行しており、ジオン独立同盟の党首カイザス・M・バイヤーと接触し、父ジオン・ダイクンの遺志を継ぎ決起するよう打診されるが、サイド3の情勢から判断し時期尚早であるとして固辞している。また、同作品ではシャアとハマーンとの関係は恋仲ではなく、ハマーンの一方的な憧れにすぎない。シャアはハマーンの親友であるナタリーと恋仲になっている。
ハマーンとの別離
0083年8月11日、指導者であったハマーンの父マハラジャ・カーンが死没すると、その後継者としてハマーンを推挙する。ハマーンがミネバの摂政に就任してザビ家の再興を進めるが、政策上の意見の相違から（身の危険を感じたためともいわれる）、0084年頃に地球圏の情勢を探り軍事技術を入手するという名目でアクシズを離れる。
「アムロシャアモード」では、0083年の病床のマハラジャとの会話で、当初はミネバを擁立してジオンを再興するつもりであったが、今はジオンという括りではない組織が必要であると考え、近々グラナダへ向かうつもりであると述べている。また、ハマーンが摂政になったことはあとから聞いており、ともにジオン再興のために戦ってほしいと望むハマーンとの見解の相違が描かれる。
小説版『逆襲のシャア』によれば、アクシズでミネバを守る女たちの造反騒動に厭気がさして、地球に戻ることになったとされる。
『C.D.A.』では、マハラジャが病死する直前にアクシズ内で強硬派が「真ジオン公国軍」を名乗りクーデターが発生したとされ、シャア自身わずかな部下と共にアクシズに潜入し、首謀者であるエンツォ・ベルニーニ大佐の捕縛と過去の背任行為を公表し、内戦の鎮圧に成功している。
アクシズ離脱については『C.D.A.』の他に水原賢治の漫画『機動戦士ガンダム0084 Psi-Trailing』（バンダイ発行の雑誌『MS SAGA』2号に収録）でも描かれている。

### エゥーゴ結成時代
クワトロ・バジーナとして地球圏に帰還
宇宙世紀0084年9月、アクシズで開発された軍事用の新素材ガンダリウムγを携えて地球圏に帰還し、偽名とサングラスで正体を隠して非合法に「クワトロ・バジーナ」というIDと連邦軍の軍籍（大尉）を取得。エゥーゴ（反地球連邦政府組織）に加わる。なお、クワトロはイタリア語で4を意味しており、キャスバル、エドワゥ、シャアに次ぐ「4番目の名前」であることを暗示している。
「アムロシャアモード」ではアクシズ側に無許可でガンダリウムγをもち出し、アポリー（本名はカール）とロベルト（本名はホアキン）、プラットフォーム長と主任エンジニアとともにグラナダへ向かう。同基地の面接官には、クワトロという名前は4男であるからと説明しており、キグナンの準備もありIDも無事確認される。その後、アナハイム・エレクトロニクス（AE）社グラナダ支部へ赴きガンダリウムγを提供するが、同行するアストナージ・メドッソにこれを採用した機体はどこに配備されるかと訊かれ、まだ決まっていない、自分はそれを決める立場にないと答えている。
小説版『逆襲のシャア』によれば、クワトロ・バジーナという名前を騙って地球連邦軍に身を投じたのは、アムロ・レイに接触するためと、ザビ家の残党を統合して、再度、打倒地球連邦政府を目指すためとされる。
本物のクワトロ・バジーナを窺わせるものとして、『ガンダム・トリビュートマガジンG20』Vol.5に掲載された小説作品「コロニーが落ちる日に-宇宙植民地建造年代記」にて、ブリティッシュ作戦によるコロニー落としを阻止しようと行動していた赤いザクのパイロットが、「ジオン共和国義勇軍所属クワトロ・バジーナ大尉」と名乗っている。
高橋昌也の小説『THE FIRST STEP』（大日本絵画発行の書籍『ガンダムウォーズ プロジェクトΖ』に収録）によれば、ブレックス・フォーラと共にエゥーゴを結成したのも彼であるとされ、アクシズ離脱の時期や理由も違う。
アーガマへの配属
エゥーゴでは、境秀樹の小説『モビルスーツコレクション・ノベルズAct.5 宿敵の幻影』（バンダイ発行の雑誌『SDクラブ』12号に収録）によれば、γガンダム（リック・ディアス）の開発に関わり、また同作と小説版『機動戦士Ζガンダム』によれば、γガンダムにリック・ディアスと命名したのも彼である。
その後、最新艦アーガマに配属されMS隊隊長となる。ただ、クワトロ=シャアであるということは薄々感付かれていたようである。またアポリー、ロベルトは一年戦争時代からの部下で、彼らと共にアクシズから来たともいわれている。
さらに『ガンダムマガジン』掲載の漫画「機動戦士Ζガンダム 宇宙を超える者」によれば、この時期にリック・ディアス改に搭乗して大気圏突入の実験も行っている。

### グリプス戦役（『機動戦士Ζガンダム』）
カミーユとの出会い
宇宙世紀0087年3月、アポリーとロベルトを率いてリック・ディアスでサイド7・グリーン・ノア1に潜入し、ティターンズの新型MS・ガンダムMk-IIの奪取を図る。グリーン・ノア1の民間人であるカミーユ・ビダンの協力もあり奪取に成功。この事件が引き金となり、エゥーゴとティターンズとの間で本格的な武力抗争が始まる（グリプス戦役）。
その後、サイド1・30バンチで、ティターンズのやり方に疑念を抱いてアーガマへ投降したエマ・シーンに対し、ティターンズの横暴を説く。また月面都市アンマンで、キグナンからアクシズが地球圏に向かっていることを知らされる。
宿敵アムロ・レイとの再会
同年5月、地球でシャアは7年ぶりに宿敵であるアムロ・レイと再会することになる。
小説版『逆襲のシャア』によれば、シャアはアムロに運があるという印象はもてても、それほど秀でているという印象はなく、「普通」という意味の重さを知ったという。
作戦失敗の多発
同年5月、連邦軍本部ジャブローへの攻撃に参加するため地球に降下するが、連邦本部はすでに移動していたため、目的が果たせず作戦は失敗。作戦後は、支援組織カラバと合流し地球からの離脱を図る。
同年8月、ティターンズのアポロ作戦阻止に動くが作戦は失敗。その後、エゥーゴの指導者であるブレックス・フォーラと共に議会に出席するが、政府の腐敗ぶりを目の当たりにし、失望する。さらにブレックスがティターンズに暗殺され、死の間際のブレックスから「シャア・アズナブル」としてエゥーゴを託される。
アクシズとの接触
同年10月、地球圏に帰還したアクシズと結盟するため、使節団の一員としてグワダンに赴くが、ハマーンの歪んだ教育を受け、傀儡君主と化したミネバの姿に憤慨し、確執が表面化して交渉は決裂する。
同年11月、衛星軌道上からカラバによるキリマンジャロ基地へ対する攻撃を支援する予定であったが、ヤザン・ゲーブルが率いるハンブラビ隊の奇襲を受け、カミーユのΖガンダムとともに地球への降下を余儀なくされる。降下後、アウドムラをはじめとするカラバの攻撃隊と合流し、攻略戦を指揮。キリマンジャロを制圧した後、世論を味方につけるためカラバ、ルオ商会の協力を得てダカールの連邦議会を占拠して全世界にテレビ中継で演説を行う。この時シャアは自らがクワトロ大尉としてエゥーゴに参加していたことを明かし、ジオンの遺志を継ぐ者として演説することで、自身の発言と行動に絶大な説得力を与え、ティターンズの非道を糾弾して、エゥーゴの正当性を訴えた。この演説と、演説を妨害しようとしたティターンズのエゥーゴへの攻撃により議会が被弾したことによって、議員だけでなく地球の一般市民、さらにはティターンズ内部にまでもティターンズに対する不信感が生まれ、戦局はエゥーゴに傾く。
「アムロシャアモード」では、テレビ版とも劇場版とも異なるストーリー展開でキリマンジャロ攻略戦が描かれており、単身地球に降下して連邦議会に出席したあとカラバと合流し、ディジェを借りて（アムロはリック・ディアスに搭乗）キリマンジャロ攻略戦に参加するが、基地の制圧に至らず撤退している。
三つ巴の戦い
宇宙世紀0088年2月、エゥーゴ、ティターンズ、アクシズの三つ巴の戦いとなる。最終局面、グリプス2（コロニーレーザー）内で、ハマーンのキュベレイとシロッコのジ・Oと激戦を繰り広げ、グリプス2を守り抜きティターンズ艦隊を撃破する。しかし、その後のハマーンとの交戦の際、乗機である百式は大破、戦艦の爆発に巻き込まれ、行方不明となる。この後『Ζガンダム』はコックピットハッチが開いた状態で浮遊する百式が映し出されて幕を閉じる。
ゲーム『機動戦士Ζガンダム』のサンライズ制作のアニメパートでは三つ巴の戦いの直後の状況が映像化された。カミーユの精神崩壊を感じ取ったことが、シャアにある種の怒りや絶望を植え付け、『Ζ』本編時点では人間の未来や希望を信じていたシャアが急激に過激な地球人類の粛清思想に至るきっかけとなった。また、その後は連れ出されたミネバを保護する描写もある。また、アクシズ時代のジオン軍服を着たシャアがキュベレイの前に立つ描写もある。
劇場版『Ζ』では、キリマンジャロ攻略戦がカットされたほか、ハヤト・コバヤシがシャアの代わりに連邦議会での演説を行ったとされる。また、劇場版の後は、生き延びるかどうかは観客の想像に任せると富野はしており、劇場版ではこの時点で戦死している可能性がある。
ゲーム『SDガンダム GGENERATION モノアイガンダムズ』ではグリプス戦役中にガンダムMk-II以外にLRX-077 シスクードの奪取も行っているが、あくまでゲーム独自要素（宇宙世紀物以外との絡み、時系列の無視など）があり、正史扱いは難しい部分がある。

### 第一次ネオ・ジオン抗争時（『機動戦士ガンダムΖΖ』）
消息不明
この時期のシャア・アズナブルは消息不明であり、アニメ『機動戦士ガンダムΖΖ』ではOPと第1話のナレーションでしか登場していない。
放送前の富野のインタビューによれば、「まだΖΖに出てくるかは決まっていないが、Ζの継続番組ということもあって世代が継がっている。そしてハマーン・カーンという女性がいる限りはシャアが自分でザビ家をやって良いという所までいけない。だが色々な事があった末にシャアが悩むと言うことから脱した場合は狡猾な手段なんか使わなくてもやれてしまう位とても強くアムロ・レイなんかは何も知る前に殺されてしまう。それこそシャアに勝てるニュータイプを出さなければ、『ΖΖ』なんかは5本もいらずに物語があっという間に終わってしまう。そんなシャアを殺すか、殺さないかしない限りは物語が終わらなくなってしまうし、進行もトロトロやらなければいけなくなる。なので、今回の敵はハマーン、マシュマーのような小悪人程度が丁度良い。」という趣旨を語っている。
また別のインタビューでは「ダカールの演説でシャアがあのような立場になった後は、自分の事を曖昧模糊とした立場に置いて生きていく。そして『ΖΖ』の時に自分がザビ家をやっても良いと思うところまでおちればハマーンを殺すが、アーガマの敵でもあるという立場になる。ジュドーはそんなシャアの事を非難して殺しに行き、シャアはジュドーに負けそうになるが、それによって怒って悩みを捨てて本当に強いシャアになるという。そんな展開方法の一つもあるが、結局彼は負け続ける男だろう。」という趣旨を語っている。
「アムロシャアモード」では、グリプス戦役終結直後にジオン系のノーマルスーツを着用してアクシズに侵入してミネバを連れ出し、旧知の衛兵アブラハムとカールの助けを得てシャトルで脱出する。その際、訓練中のガザCを奪取し、戦闘となる。
漫画版『機動戦士ガンダムΖΖ』では、アフリカで行方不明になったリィナをシャアが保護してブライトの前に登場。

### 第二次ネオ・ジオン抗争に向けた準備期
第一次ネオ・ジオン抗争終結後、宇宙世紀0090年頃にはネオ・ジオンの再興を開始しており、軍備の増強を行っていた。
この時期のシャアを取り扱った作品は複数あるが、それぞれで描写が異なる。
ゲームブック『機動戦士ガンダム シャアの帰還』
宇宙世紀0090年5月、旧ジオン公国軍においてランバ・ラルと並び称されたというダンジダン・ポジドン率いるネオ・ジオン残党軍と接触し掌握。ネオ・ジオンの再興を開始する。
漫画『機動戦士ガンダム MSV-R ジョニー・ライデンの帰還』
宇宙世紀0090年にスウィート・ウォーターでネオ・ジオン再興に向け活動している姿が描かれている。
漫画『機動戦士VS伝説巨神 逆襲のギガンティス』
宇宙世紀0091年、巨大マシン「伝説巨神」の破壊を決定したネオ・ジオンに背いて巨神を起動させようとするヒトーリン司令を討伐し、拉致されたミネバを救出するため、部隊を率いて木星圏に現れる。ミネバを開放した後は、彼女をアムロとジュドー・アーシタに任せ、地球圏へ帰還する。
漫画『機動戦士ガンダム ジオンの再興』、漫画『新MS戦記 機動戦士ガンダム短編集』
宇宙世紀0092年、フレデリック・ブラウンら率いる旧ネオ・ジオンの地上残党軍に対し、宇宙に撤退するよう命令している。
漫画『機動戦士ムーンガンダム』
宇宙世紀0092年。サイコフレームの基礎技術確立、実証を行うため、その情報をティターンズ残党にリークし、Gドアーズを開発させる。その後、彼らの居場所を連邦に通報することで、用済みとなったティターンズ残党を排除している。
自らもサザビーのプロトタイプと言えるバルギルを開発。また、サザビーの機体も完成しており、ネオ・ジオン勢力圏となっている南極で試験運用を行っている。

### 第二次ネオ・ジオン抗争（『機動戦士ガンダム 逆襲のシャア』）
地球粛正への決意
宇宙世紀0092年12月、新生ネオ・ジオンの総帥シャア・アズナブル（小説ではシャア・ダイクンとも名乗っている）として再び姿を現し、幾度にも渡る戦争を経験しながら、旧態依然としてスペースノイドに弾圧を続ける地球人類の粛正を決意する。ジオン・ダイクンの遺児にして旧ジオンのエース「赤い彗星」でもあった名声を利用し、旧ネオ・ジオン軍の残党や、ナナイ・ミゲル、ギュネイ・ガス等の優秀な士官を糾合、小規模であるが精鋭ともいえる戦力を保持する。そして、しばらく戦火から遠ざかっていた連邦政府に対し、自らの艦艇をもって地球圏にスウィート・ウォーターの占拠を宣言する。
宇宙世紀0093年2月末、テレビのインタビューで連邦政府に事実上の宣戦布告をする。
アクシズ落とし
同年3月、艦隊を率いてスウィート・ウォーターを出発。アムロ・レイやブライト・ノアが所属する連邦軍外郭新興部隊「ロンド・ベル」の抵抗に遭うものの、自らMS・サザビーで出撃し、小惑星5thルナを連邦軍本部所在地であるチベットのラサに落下させることに成功する。
その後、サイド1のロンデニオンにて連邦軍高官アデナウアー・パラヤと、武装解除を条件に小惑星アクシズを譲り受けるという偽の和平交渉をおこなうと、直ちにルナツーを強襲し配備されていた核兵器を奪取。そして、地球に核の冬をもたらすべく、地球へのアクシズ落としを決行する。アクシズを守るため、自分を慕うクェス・パラヤも戦わせるなどロンド・ベルと必死の激戦を繰り広げる。
アムロとの最終決戦
宇宙世紀0093年3月12日、νガンダムを駆るアムロと最後の決着をつけるべくサザビーで戦うが敗れる。その際、脱出ポッドを捕まえられ、アクシズの落下を抑えるアムロとともにサイコフレームの光の中に消えていく。そしてアクシズは軌道を変え、作戦は失敗に終わる。その後のふたりの行方は一切不明とされている。
「アムロシャアモード」では、最後に幼少期の自分とセイラが写った写真（キャラクターデザインは『THE ORIGIN』準拠）が入っているロケットペンダントを開き、地球に住む彼女には悪いことをしたと独白する。
朗読イベント『赤の肖像 ~シャア、そしてフロンタルへ~』では、「一年戦争からのシャアの人生を振り返っている。アムロと共にアクシズを押し出すほどのサイコフレームの光に包まれたシャアは、ララァを初めとした女達の温もりを思い出す。光の中でシャアは無垢な心を発露させ、自分自身の怒りや絶望でさえもこの光の一部となっているのだと感じ、自らも「愚民」と唾棄したその一人であったのだと我が身を振り返る。そしてアムロの声が遠くなっていく中、妹のアルテイシアに別れを告げ、意識を霧散させていく。」と語られている。

### ラプラス事変（『機動戦士ガンダムUC』）
虹の彼方に
宇宙世紀0096年、シャア本人は3年前のシャアの反乱からアムロ・レイと共に依然行方不明であったが、「赤い彗星の再来」と呼ばれるフル・フロンタルが「袖付き」を纏め上げている。
同年5月、「ラプラスの箱」を巡る最終決戦において、ララァらしき像と共に一年戦争時の軍服姿をしたシャアらしき像が、フル・フロンタルの座するネオ・ジオングのコックピット内に現れている。

### その他
シャア本人は登場しないが、宇宙世紀0110年、サナリィにおいてガンダムF90が開発され、その2号機にはシャアの戦闘データがプログラムされた疑似人格コンピューター "TYPE C.A" が搭載されている。これは通常のMSの3倍の反応速度で動くことを可能としている。そしてF90をテストベッドとした実験は、宇宙世紀0122年までの長きにわたり繰り返されている。
このほか、シャアの記憶を封じ込めたチップが登場する作品がある。
小説『ガイア・ギア』
宇宙世紀200年代、シャアはこの時代かつての宇宙移民者独立運動のリーダーとして語り継がれ、彼の「遺産」を受け継ぐ者としてアフランシ・シャアという青年が登場する。劇中ではアフランシの脳内にはシャアの意識、記憶を封じ込めたセルチップが埋め込まれているので、時折アフランシの脳内でシャアの声が響く（ラジオドラマ（CDドラマ）ではアフランシの脳内のシャアの声を池田秀一が担当）。

## 『機動戦士ガンダム THE ORIGIN』における設定
パラレル作品である『THE ORIGIN』においてなぜシャアの過去を作り出したかについて、原作者の安彦良和いわく「シャアが本来ネガティブな存在であるはずなのに、『機動戦士Ζガンダム』以降はいつの間にかポジティブな人物にされていると感じていた。デザインを担当していたから『Ζ』の絵コンテを読んでいたが自分はシャアが何をしたいのか掴むことが出来なかった。シャアが主役っぽく動き出すことで物語が破綻してきているように感じた。だからシャアは反面教師にならなければいけないキャラクターであるから、シャアはヒーローだと思っているファンの誤解を解くために過去を描いてみた。」ということである。そして漫画『機動戦士ガンダム THE ORIGIN』では、編集部が「いっそ一周して第一話に戻るまでやりましょう」と言い出したのもあって、結局過去編で6巻分も使うことになったのだと言う。
生誕から幼少時代（THE ORIGIN）
宇宙世紀0057年、ジオン・ズム・ダイクンとアストライア・トア・ダイクンの子として、デギンが学部長を務めるムンゾ大学の時計台にて誕生。ジオン・ズム・ダイクン急死、サスロ・ザビ暗殺などの政変により、サイド3（本作では当初「ムンゾ自治共和国」と称していた）に居場所を失ったキャスバルとアルテイシアの兄妹は、ランバ・ラル、クラウレ・ハモン、タチ・オハラらの手引きでジンバ・ラルと共に地球へ亡命する。しかし母のアストライア・トア・ダイクンとは生き別れとなってしまう。マス家の当主、テアボロ・マスの元に養子入りするが、ジンバが独断でクーデターを謀ったためにキシリア・ザビの刺客に襲われジンバは死亡、テアボロも重傷を負う。彼らの苦況を見かねたシュウ・ヤシマ（ミライ・ヤシマの父）の提案で、彼が所有するサイド5のテキサスコロニーへ移住することとなる。
キャスバルの愛慕の対象はTV版本編とは異なり、神憑りな政治的扇動者である父ジオンではなく、彼とその命を狙う（と教えられた）ザビ家によって薄幸な人生をたどる母アストライアであり、彼女が最終的に報われぬ死を迎えたことでキャスバルはザビ家への憎悪を強めたとの独自解釈が作者の安彦によって加えられている。後に見いだしたララァ・スンを愛したことも、彼女の中に母の面影を見たためであるとされた。
サイド3潜入時代（THE ORIGIN）
キャスバルがシャアを名乗った理由として「シャア・アズナブルという人物が元々別に存在した」という説を取っている。ここで登場する「本物の」シャア・アズナブルはテキサスコロニー管理者の息子で、キャスバルと瞳の色以外は瓜二つの風貌を持ち、同コロニーへ移住した際に友人となった。ジオニズムに傾倒したシャアはジオン士官学校を受験し合格。母の死をきっかけにザビ家への復讐のためキャスバルもまたサイド3行きを決意し、同行を申し入れる。キャスバルの動きを知ったキシリアは暗殺を命じるが、事前にこれを予測していたキャスバルはシャアのカバンに拳銃を紛れ込ませることで、シャアが搭乗手続きの保安検査で引っかかりシャトルに乗れなくなるよう仕向けて、自身との入れ替わりを提案する。その結果、時間通りのシャトルに乗り込んだ本物のシャアはキシリア機関が仕掛けたシャトル爆破事故でエドワウ・マスとして命を落とす。キャスバルはその後シャアとして後発のシャトルでジオンに潜入することに成功し、シャアから事前に盗んでいた入学許可証によりジオン士官学校へ入学し、以後シャア・アズナブルを名乗ることになる。本物のシャアとの瞳の色の違いについてどう弁明したかは記述はないが、先天的色素異常を理由にサングラスを着用するようになった。やがて教練過程を経て予備任務に就く。
連邦側の不手際で起きた事故を巡り、ズム・シティで暴動が発生。鎮圧に赴く連邦駐留軍の先手を打つべく、ガルマら同期の士官学校生を扇動する。士官学校長のドズルを拘束のうえ、連邦軍宿舎を奇襲して制圧した「暁の蜂起事件」を引き起こし、ガルマと共に一躍英雄となった。のちに事態の収束のため学籍を抹消され除隊処分となるが、ガルマからドズルが秘密裏に進めるMS開発計画を聞かされていたため、復隊の際にパイロットとして採用するようドズルに働きかけた。なお、この事件の際に学友からルナボールゴーグルに遮光グラスをはめこんだ「仮面」をプレゼントされ、以後それを常用するようになった。
除隊後は地球へ降りて、ジャブロー建設工事の進んでいたアマゾンのマナウスに滞在。情報収集や建設反対派との関係構築、モビルスーツの前身である建設重機モビルワーカーの操縦の習熟など後の行動の下準備を進めている。またここでララァ・スンと出会い保護している。その後MSのテストパイロットとして軍に復帰、ミノフスキー博士亡命事件では、史上初となるMS同士の戦闘に参加。ランバ・ラル、黒い三連星と共に戦果を上げ昇進を果たす。
一年戦争（THE ORIGIN）
『THE ORIGIN』では、オデッサとジャブローのエピソードが前後した関係でシャアの遍歴も変化している。ガルマ戦死の責により除隊した後、ジャブロー近辺でキシリアに捕えられ、原隊復帰の交換条件としてジャブローへの突破口を開くことを申し出る。ジャブロー反対派の原住民の手引きによりジャブローへ潜入、攻撃隊を侵攻させることに成功する。その後マッドアングラー隊を率いてベルファストへ向かうホワイトベースを追い、再び赤いザクでガンダムに挑むが中破されて脱出、マッドアングラー隊も解散したためオデッサでは不参戦となった。
キシリアよりニュータイプ部隊長を拝命するものの全滅させられたことで顔向けできなくなり、ギレンの軍門に下る。ギレンもまた彼がキャスバルと知りつつ、ジオングを貸与することで手駒の一つに加えるが、間もなくキシリアはギレンを謀殺。ジオングを相討ちで失ったシャアはアムロとの決闘の後、自分の存在価値は仇討ちにしかないと考え、旗艦パープルウィドウに乗艦したキシリアを狙撃。その爆炎はドロス、そして要塞をも呑み込む。アムロとの決闘の際には元々白兵戦の経験がないアムロを圧倒するものの、かつて暗殺者に殺されそうになったかつての自分（エドワウ・マス）をアムロに、そしてかつての自分を殺そうとした暗殺者を今の自分にそれぞれ重ね合わせてしまい、錯乱。ニュータイプとしての素養から急速に白兵戦のコツを掴んだアムロに対し隙を見せる形となった。
ザビ家との因縁（THE ORIGIN）
『THE ORIGIN』でのシャアのザビ家に対する復讐への行動理念は、母の死に対する復讐になっている。『THE ORIGIN』原作者の安彦良和は、映画『逆襲のシャア』を克明に見ていないと前置きした上で、シャアが怪しいメッセンジャーになったと感じていた。父の死に対する復讐では、シャアのこれだけ歪んだ心性をしていることに説明がつかないと思えた。そこで本編（テレビ版）には名前も登場しない母親を登場させ、シャアの中で幼児期の強烈なトラウマを作った。だから『THE ORIGIN』のシャアはマザコンでずっと幼児性を引きずっていると安彦氏は表現している。それを踏まえて『THE ORIGIN』でのシャアは母と引き離されたことから母親への愛情を渇望する傾向にあった。そしてザビ家の刺客に襲われ、それに追い打ちをかけるかのようにサイド3で母が死亡したことが、まだ少年であったシャアの精神を摩耗させ、疑心暗鬼の彼にザビ家と無関係な男を殺そうともさせた。結果として、彼は復讐のため面持ちの似た本物のシャアに成り済ましてサイド3へ潜り込み、両親の復讐劇に身を投じた。
ガルマの謀殺後、「復讐の後になんの高揚感もなく、ただ自分を信じていた友を裏切ったという空しさだけが残り、自分に嗤ったのです」とキシリアに告げるシーンが追加されている。また、士官学校時代からのガルマとの交流も詳細に描かれている。なお、真のシャア・アズナブルとの交際は打算に裏打ちされたものでしかなく、アニメ版ではシャアの正体を知った上で接近するリノ・フェルナンデスを謀殺するなど、その他の友情の芽は敢えて摘んでいた。
仮面
「虹彩異常」によりまぶし過ぎる光から目を保護するためのサングラスを着用していたものの、連邦軍の士官に殴られてサングラスを落とす事件があり、同期生が簡単に外れないようにラグビーのヘッドギアを改造したサングラス付きの仮面をプレゼントしたとされる（テレビアニメ版と違って顔がそっくりの人物と偶然出会い、その人間とすり替わったという経緯があり、シャア自身には顔を隠そうという意図は見られない。ただしすり替わった人物とは瞳の色が異なるため、それをごまかすため虹彩異常だと主張している。）。

## 『機動戦士Gundam GQuuuuuuX』における設定
『機動戦士Gundam GQuuuuuuX（ジークアクス）』では、サイド7への偵察をシャア自らが行ったことでガンダムとペガサスの強奪に成功する（『GQuuuuuuX』における史上初となるMS同士の戦闘は、ガンダムとガンキャノンの間で行われる）。サイド7から離脱する際には01ガンダムと鹵獲されたザクを撃破。その後は鹵獲したガンダムのパイロットとなり、戦況を大きく変える力となるが、一年戦争終盤の第2次ソロモン会戦中、宇宙要塞ソロモンの内部で、ゼクノヴァと呼ばれるサイコミュが暴走して起こった謎の現象に巻き込まれ行方不明となっている。その5年後、「シロウズ」という偽名で、ゼクノヴァを人為的に起こすための装置「イオマグヌッソ」の開発スタッフとして再び姿を現した。
本作の世界は、ゼクノヴァの先にある「向こう側」の世界（TV版『機動戦士ガンダム』を踏襲しつつも、シャアが乗るゲルググがガンダムのビームサーベルに貫かれ戦死するという、正史とは異なる流れになった世界）のララァが「シャアを生き残らせる」ために試行錯誤を繰り返して導き出した、ララァにとって都合のいい世界である。また、彼女が本作の世界を導き出すまでの試行錯誤の中で、サンライズおよびバンダイナムコが後付けで追加したヅダをはじめとする一年戦争のジオン系MS・MAに搭乗した場合についても端的に語られているが、そちらでも戦死したことがほのめかされている。

## ザビ家との因縁
父ジオン・ダイクンを暗殺したといわれるザビ家への憎しみは強く、父の同志であり家族を保護することになったジンバ・ラルが、彼と妹アルテイシアに口癖のように吹き込んだ謀殺説は、後にシャアの行動の根幹として残った。
ザビ家の末弟ガルマとは友情を育み、同時に次兄ドズル（『THE ORIGIN』では次兄はサスロで、3番目の兄がドズル）からも信頼されていたが、ガルマを守れなかった一件で左遷されて以降はドズルとは接触を絶った。しかし『若き彗星の肖像』では、ドズルはアクシズにおいてシャア専用のMAゼロ・ジ・アールの開発を推進している。キシリアは本人曰く四歳くらいの頃に遊んであげていたこともあり、シャアがキャスバルであることを知りながら懐刀として麾下に置いていた。
ガルマ謀殺の後は、ザビ家への復讐よりはニュータイプへの関心を強め、自身もニュータイプ能力を開花させるに至った。テレビ版最終話のア・バオア・クーにおいて、妹セイラに「敵はザビ家ではなかったの？」と聞かれ、「ザビ家打倒なぞ、もう、ついでのことなのだ、ジオンなき後はニュータイプの時代だ」と返答している。しかし、シャアは結局ア・バオア・クー内部での混乱に乗じて直接キシリアを手にかけている。
ザビ家の遺児にして、かつての上官ドズルの娘であるミネバ・ザビには、まだ赤ん坊であったことやザビ家への復讐に区切りをつけたことで害意を持たず、普通の子供としての育成に協力し、ミネバからはハマーン以上に信頼されていた。だが、ハマーンが彼女を「ザビ家の統治がスペースノイドひいては人類のため」として傀儡君主に育てたことへの怒りが、ハマーンとの決別に繋がる。後にシャアはグリプス戦役終盤に彼女を連れ出し、スウィート・ウォーターでの暮らしのなかでハマーンの刷り込みを解消した。その後の彼女との関係は語られていない。

## シャアを取り巻く人々
周囲への影響力
シャアは、そのずば抜けた実力で部下からは絶対的な信頼と畏怖を受けており、後にはその出自も加わって絶大なカリスマ性をも身につけている。これによって第二次ネオ・ジオン抗争では多くの新生ネオ・ジオン兵士を魅了した。
シャアが反乱で消息を絶ってからも彼の影響は少なからず残り、特にスペースノイドの間にはシャアを連邦の圧政に対抗した英雄と見なす傾向もあった。『機動戦士ガンダム 閃光のハサウェイ』では、シャアの地球を保全するという思想を受け継いだマフティー・ナビーユ・エリン（正体はハサウェイ・ノア）なる人物が登場する。
友人関係
一年戦争時は復讐を第一に考えて行動していたため、これといった友情を育んではいなかったきらいがある。その中でガルマ・ザビはシャアの親友とされているが、その真偽は未だに明らかにはされていない。シャアはガルマのことを「いい友人だった」と語っているが、事実を見るかぎりガルマとの交友はザビ家への復讐の足掛かりであり、彼の謀殺に至る行動の裏の心情は不明なままである。
『逆襲のシャア』では、シャアがライバルとして認めたのはアムロ・レイだけである。
劇場版『Ζ』では、エゥーゴの一員であるヘンケン・ベッケナーのエマ・シーンに対する恋愛成就を陰で応援しており、二人への親愛を見せている。テレビ版でもアムロやブライト他、エゥーゴ関係者とは腹蔵のない会話を交わしていた。
ジオン時代から部下からは尊敬と信頼を集めており、エゥーゴでもカミーユ・ビダンとは強い信頼関係を培うと共に、自分とアムロのような過ちを踏んで欲しくないと願った。しかし、その願いも虚しくカミーユはパプテマス・シロッコとの戦いの果てに精神が崩壊し、ハマーンとの決別と共にネオ・ジオン再興の原因の一つにもなる。
指導者としてはブレックス・フォーラ准将を尊敬しており、その死に立ち会った際には涙を見せて悲しんでいる。アクシズ時代を描いた『若き彗星の肖像』では、マハラジャ・カーンの無血によるスペースノイドの独立自治という理想に惹かれ、彼の指導する穏健派に協力していた。彼の死後、シャア本人は幼い頃に暗殺された父の面影をマハラジャに重ねていたと自己分析している。
第二次ネオ・ジオン抗争では、アムロと互角に戦って勝つことが自身にとって真の勝利であると定義し、サイコフレームの技術を意図的にAE社フォン・ブラウン工場へと流出させνガンダムに搭載させている。
女性関係
ララァ・スンの類稀な才能が、シャアがニュータイプの能力に興味を見出した原点である。そして戦場で、シャアの目の前でララァがアムロとニュータイプ同士の共感を起こし、戦闘の結果死亡したことがアムロとの確執の一因である。彼女を亡くしてから14年後に「ああ…私を導いてほしかった…」と回想しており、シャアの中でララァを失った悲しみは未だに癒えず、未練な気持ちを引きずっていた。
エゥーゴ所属中、レコア・ロンドと一時期に接触はあったが、彼女の想いを受け止めることはできなかった。
ハマーン・カーンとは共にニュータイプ主導の世界を望んだが、その方針の違いが原因で決別してしまった。『若き彗星の肖像』では、そのハマーンの親しい友人であったナタリー・ビアンキと恋仲になると共に、彼女はシャアの子を身籠もっていたが、後に暗殺されることとなり、ハマーンが彼女を見殺しにしたことやミネバ・ザビを「偏見の塊」に育てたことが決別の一因にもなる。
第二次ネオ・ジオン抗争時の副官ナナイ・ミゲルはシャアの愛人であった。
天才的なNTとしての力を発揮し始めたクェス・パラヤはかつてのララァ・スンを想起させ傍に置いていたが、彼女の求めていた父親代わりにはなれなかった。
シャアは様々な女性と重要な関係を持っているが、これらは家族を失い愛に餓えた反動ではないかと言われてもいる。漫画『機動戦士ムーンガンダム』では連邦情報局により、母の愛を実感できなかったことから女性に対して母性を求めるが、反面愛情を感じさせてくれなかった母を憎んでもいて、そのことから女性を道具扱いすることにも躊躇がないと分析され、さらに「女に甘やかされるとダメになる典型」と評されている。
シャアの子孫
『機動戦士ガンダム C.D.A. 若き彗星の肖像』では、ハマーン・カーンの侍女であるナタリー・ビアンキ中尉がシャアの子を身籠もるが、ハマーンの嫉妬による裏切りにより母子ともに死亡した。
なお、『機動戦士Vガンダム』に登場する主人公ウッソ・エヴィンの母親ミューラ・ミゲルと、『機動戦士ガンダム 逆襲のシャア』に登場するシャアの恋人であった女性ナナイ・ミゲルは、両者ともファミリーネームが「ミゲル」であることから、ファンの間ではウッソはナナイとシャアの子孫（孫もしくは曾孫）では？ と噂された。『ガンダムエース』誌にて「シャアの末裔説」の存在について公式な書籍で初めて言及された。ここでは、ナナイ・ミゲル (Nanai Miguel) とミューラ・ミゲル (Myra Miggell) の「ミゲル」のアルファベットの綴りが違うことが言及され、ウッソとミューラがシャアの末裔ではないかという指摘は富野監督から否定されている。

## コスチューム
仮面
一年戦争時代のシャアの外観上の最大の特徴は、仮面で常に顔を隠していることである。これはジオン・ダイクンの遺児キャスバルであることを周囲（特にザビ家）に隠すためのものであったが、表向きは「顔に醜い傷（あるいは火傷の痕）があるのを隠すため」と釈明しており、そのためか周囲に咎められることもなく、むしろジオンのプロパガンダにおいては「赤い彗星」のヒーロー性を高めるものとして歓迎されていた模様である。劇中ではコンスコンのみが「なぜ奴は仮面を着けているんだ」と疑問を口にしている。また最終話でのア・バオア・クーにてアムロとの生身の決闘で額に剣を受けて、仮面が割れてしまった後は、流れる血をそのままに素顔で行動しており、彼の素顔を見たジオン士官が「噂の火傷はございませんな」と発言している。
劇場版IIIでは、サイド6でララァと寛いでいた際には素顔を晒しており、またキシリアとの会見で素性を明かした際にも、自ら仮面を外して素顔を見せている。
「アムロシャアモード」では、自分は羞明であり、遮光眼鏡の代わりに仮面を着けているが、病名を明かせば軍に入隊できないため嘘の噂を流したと説明している。
小説版では実際に自ら傷を付けており、士官学校時代にフェンシングの試合でガルマに付けられた傷だとする描写もあり、一方で終盤で同志となったホワイトベースのクルーに「仮面はプロパガンダの道具」と釈明するシーンがある。
『GQuuuuuuX』においては、オンライン百科事典で彼の顔写真を見たアマテ・ユズリハから「変なマスク」と評されている。
ヘッドギア & サングラス
ガルマの死によってドズルから左遷され、ギレンの演説を聞きながら酒場にいる際には、白いスーツ姿でティアドロップ形のサングラスを着用している。
アムロに剣で突かれて本当に出来た眉間の傷痕を隠すため、エゥーゴ時代には普段はサングラスを着用しているが、ノーマルスーツ時は裸眼であった。ネオ・ジオン時代は既にジオンの遺児キャスバルおよびかつてのジオン軍の英雄シャアとしての正体を公表しているため、素顔で行動している。
元々シャアの仮面は、安彦良和のデザインによるものでダース・ベイダーのヘルメットを色を白に変え角を付けたものである、また、監督の富野の意図にはそぐわなかったものであったが、当時の富野は不平を言うことができなかったとのこと。
軍服
ジオン軍では将校のみ、軍服の色や装飾にある程度のカスタマイズが認められており、シャアも特注の真っ赤な軍服を着用していた。なおジャブローに潜入工作を行った際も、同行した赤鼻ら工作員が目立たない色の潜入用スーツ姿であった中、彼だけどう見ても目立つその軍服を着ていたことから、しばしばパロディのネタにされる（『機動戦士ガンダムさん』など）。ヘルメットも特注の白色に角飾りの付いた物で、シャアはマスクと共に素顔を隠すためにほとんど常にこれを被っていた。またノーマルスーツは乗機の塗装色と同じピンク色となっており、やはりヘルメットには角飾りが付いている（ただし出撃する際、ほとんど着用していない）。右腰には長銃をベルトから提げている。
シャアであることを隠していたエゥーゴ時代も連邦軍制服を赤色・立て襟・ノースリーブなどにカスタマイズした物を着用、ノーマルスーツもピンク色にしている。もっとも、キャラデザインの段階でノースリーブなもののシャアはアンダースーツくらい着用している、と言外に匂わせていた安彦良和は、上腕を露わにしたスタイルに少なからず驚いたと語っている。ネオ・ジオン時代は軍服はやはり赤だが、ノーマルスーツは黄色であった。
モビルスーツ搭乗時の服装
一年戦争時のシャアの奇妙な習慣の一つに、MS搭乗時にノーマルスーツを着けず、通常の赤い軍服姿でコクピットに座っていたことが挙げられる。これは特に、いつコクピットの気密が破れるか判らず撃墜時の脱出も困難になる宇宙・水中戦においては危険極まりない行為であり、他のパイロットは地球上においてもほぼ例外なくMSを搭乗する際にノーマルスーツを着用していたことから軍規で義務付けられていた可能性が高いが（『THE ORIGIN』アニメ版ではガイアが規則違反と咎めている）、彼はその名声と実力から黙認されていた。後にこれを安全性の点から見咎めたマリガンがノーマルスーツを着用するように懇願した際、理由について「必ず生きて帰るという信念があるため、撃墜された際の備えであるノーマルスーツは着ない」と語っている。逆を言えば、撃墜されないという絶対的な自信があると窺え、ララァが願った際に了解はしたものの結局直後の出撃でも軍服姿であった。ただし着用しないまでもノーマルスーツ自体はコクピット内に常備しており、ジオングに搭乗する際、ガンダムとの相討ちを覚悟し、戦闘の合間にコクピット内で着替えている。『THE ORIGIN』では、ララァへの誓いを守りア・バオア・クー戦ではノーマルスーツを着用している。
エゥーゴ時代以降は一転して出撃する際はノーマルスーツを着用している。

## シャア専用モビルスーツ

### 機体色
赤いモビルスーツ
シャアが搭乗するMSは、通常の量産機とカラーリングが異なっており、若干ピンクがかった赤（アニメの色指定上は、ガンダムの白とバランスを取るために胴体がワインレッドないし小豆色、手足がサーモンピンク）で塗装されている。機体名は頭に「シャア専用」を付けることで区別されており、現実世界におけるガンダムの関連商品においても、シャアの専用機体と同じカラーリングのものは「シャアカラーの○○」ではなく、「シャア専用○○」という名称で発売される。
ただしこのピンクを主体とした配色は監督の富野の意図に沿うものではなく、むしろ後のリック・ディアスやサザビーのような赤をイメージカラーと考えていたと後年監督は語っている。ピンクの使用はそのカラーの塗料が当時サンライズで余っていたためとの説があるが、氷川竜介はシャア専用ザクのピンクがこの作品のために新規に調合された特色だと主張している。また、色指定をしたスタッフが「オレがあの赤をつくったんだ！」と発言したとの説もある。なお、赤ではなくピンクである理由については以下のものがある。
- ガンダムの腹と同じ色だと組み打ちした際に見づらくなる。
- 配色は出版物にモノクロで載った際の見え方までもが考慮された物である。
- シャアの服も単色の同じ赤。画面には黒い輪郭線があるだけで、そこに立つシャアの服は、まるで透明人間のように見えてしまう。

非公式設定だが、ゲーム『ギレンの野望』では、士官学校を首席卒業したシャアを妬んだ機材担当者により、赤系の下地塗装（MSに塗るかはともかくとして、サビ止め塗料の代表的な色である）しか施されていない機体をあてがわれたのが起源とされている。
赤以外のカラー
現在でも「シャア専用=赤」のイメージは強いが、シャアの乗った機体のカラーリングが、全て「赤」だったわけではない。例えば、開発途中だったジオングは、角の色こそ赤いもののグレーとダークブルーである。また百式は、耐ビームコーティング塗装を施していたため金色だった。また逆に『Ζガンダム』以降はシャア機以外にも赤いMSが多数登場しており、あさのまさひこは当時『モデルグラフィックス』誌上にて「『ガンダム』における「赤」のシンボル性が解っていない」「シャアはダカールで正体をバラした後に、百式を赤く塗り替えるべきだ」と発言している。なお、『Ζガンダム』における赤いMSの乱発は、またしても赤の塗料が大量に余っていたのが理由だとの説もあるが、真偽は明らかではない。
劇中では、紺と黒の「ティターンズ・ブルー」を嫌ったエゥーゴのパイロット達が、リック・ディアスの制式塗装を紺から「評判の高い」（クワトロ機の）赤に変更したことになっている。また、ティターンズ側にも（マラサイなど）赤色系統の機体が多くなり、シンボルカラーとしての効果が薄くなってしまったため、百式は新たなシンボルカラーとして金色に輝く機体となった、との説もある。これについて富野は、『Ζガンダム』企画中に「もう『赤い彗星』の異名は古いんじゃないか。『黄金のシャア』にしよう。」と発言していたことが明らかにされている。『GUNDAM EVOLVE 12』および、漫画『機動戦士ガンダム U.C.戦記 追憶のシャア・アズナブル』ではアストナージ・メドッソに百式を赤くするかどうか聞かれたが、最終的には金色のままにすることを決めている。

### その他の特徴
頭の角
彼の乗る機体には多くの場合角が装着されている。これは彼専用という訳ではなく、ジオン軍の小隊隊長仕様のMSにほぼ共通しているものであり、後に「指揮通信用ブレードアンテナ」という設定が付与されているが、作中では彼が搭乗するザクIIが初めての角ありMSとして描写されたため、「シャアの機体=赤くて角付き」という印象が強く持たれることとなった。
実際には、シャア専用の機体で純粋に角付きといえるものはザクIIとゲルググの2種類しかない。角ありのジオングやサザビーは角なしの量産機がないため区別が出来ず、ズゴックはそもそも角がない（付けていない）機体である。リック・ディアスには後付設定として、一般機と異なったモノアイガードや膝装甲が設定されている。百式は連邦系デザインのため映像上は角はないが、永野護によるノベライズ単行本の表紙イラストではジオン系の角が認められる。
パーソナルマーク
彼のパーソナルマークはしばらく設定されず、映画『機動戦士ガンダム 逆襲のシャア』にてキャスバル・ダイクン（もしくはシャア・ダイクン）の頭文字である「CD」を機体に描いたのが公式設定としては最初である。後に、プラモデル「マスターグレード MS-06S ザクII」においてA（アズナブルの頭文字だが、この名で彼を呼ぶ者はほとんどなく、富野作品に共通するファーストネーム重視の原則にも外れている）の文字上に鷲が翼を広げているマークが設定されるが、漫画『機動戦士ガンダム THE ORIGIN』では尾を引く彗星が機体に描かれている。

### 通常の3倍のスピード
テレビ・シリーズ『機動戦士ガンダム』第2話内で、ホワイトベースのオペレーター、オスカー・ダブリンにより、同艦に迫るシャア専用ザクが通常のザクの3倍のスピードで接近していると報告された。パオロ・カシアス艦長はこの「3倍の速度で接近」という報告を聞いただけでそれがシャアのザクであると特定した。
『ガンダムセンチュリー』（みのり書房）や『エンターテインメントバイブル1MS大図鑑機動戦士ガンダム』（バンダイ）では、シャアの乗機MS-06Sの推力は06Fの1.3倍程度と記され、またこの06Sは量産されており、シャア以外にも黒い三連星などの使用例があるものとされた。
一方、アニメーション脚本上で「3倍」とされた点については、母艦から戦域への戦略機動である移動速度が「3倍の速度で接近」という事実はなかったことにされ、対艦攻撃の際の艦から艦、隕石から隕石への跳躍速度であることに変更された。『第08MS小隊』に収録された映像特典「宇宙世紀余話」でもシャアのルウム戦役での逸話「5隻飛び」として再解説がなされた。これによれば、「3倍」とはシャアの乗るMSの推進力の噴射と同時に戦艦や隕石を次の標的へ向かう際の踏み蹴る足場として利用するといった、MSの人型兵器である利点を器用に使うことで「赤い彗星」「3倍の速度」といった渾名が生まれたこととされた。
なお、『機動戦士ガンダムUC』に登場する「赤い彗星の再来」と渾名されるフル・フロンタルにも、この隕石などを踏み切る際の足場に利用する加速技術という観点で描写され、発進位置からの直線的移動としては描かれていない。資料や関連ゲーム作品によっては「3倍｣ではなく「30パーセント」となっていることもある。

### 主な搭乗機
機動戦士ガンダム
- MS-06S ザクIIS型（シャア専用ザクII）
- MSM-07S ズゴック（シャア専用ズゴック）
- YMS-14 (MS-14S) ゲルググ（シャア専用ゲルググ）
- MSN-02 ジオング
- その他
  - コムサイ（第7話でコア・ファイターと空戦）
  - ルッグン（第11話にてホワイトベースを着底させる）
  - シーランス（第26話）
  - YMS-07B グフ（シャア専用グフ、絵本版に登場）
  - MS-09RS リック・ドム（シャア専用リック・ドム、小説版に登場）
  - MSM-04 アッガイ（岡崎優の漫画版『機動戦士ガンダム』に登場）
  - MSN-00 キケロガ（「トミノメモ」より）
  - MAX-03 アッザム（「トミノメモ」より。宇宙仕様、キシリアと同乗。）
  - MS-17 ガルバルディ （「トミノメモ」より）
  - ガラバ（「トミノメモ」より）
- モビルスーツバリエーション (MSV)（設定のみ）
  - MS-06C ザクIIC型（専用機）
- 機動戦士ガンダム 最期の赤い彗星（ゲームブック）
  - MS-06R-2 高機動型ザクII
  - MS-09R リック・ドム

機動戦士ガンダム THE ORIGIN（漫画、アニメ）
- RTX-65 ガンタンク初期型
- MS-05 ザクI（シャア専用ザクI）
- MS-05S ザクIS型（シャア専用ザクI改良型）
- MS-06S ザクII（シャア専用ザクII）
- MS-06R-1A 高機動型ザクII（シャア専用高機動型ザクII）映画『機動戦士ガンダム ククルス・ドアンの島』に登場

機動戦士Ζガンダム
- RGM-79 ジム（小説版『Ζガンダム』で乗った経験があることが触れられている）
- RMS-099 リック・ディアス
- RX-178 ガンダムMk-II（テレビ版『Ζ』、『GUNDAM EVOLVE 2』、近藤和久の漫画版『Ζ』にて一時的に搭乗）
- MSN-00100 百式

機動戦士ガンダム 逆襲のシャア
- MSN-04 サザビー
  - MSN-04-2 (MSN-04II) ナイチンゲール（小説『ベルトーチカ・チルドレン』および、同書を元にしたカドカワカセットブック『機動戦士ガンダム 逆襲のシャア』に登場）
  - MSN-04FF サザビー（ダブル・ホーン・ファンネル装備型、実物大νガンダム立像特別映像演出に登場）

機動戦士Gundam GQuuuuuuX
- MS-06S シャア専用ザク
- RX-78-02 白いガンダム
  - g-MSα 赤いガンダム（0079）
- YMS-14 (MS-14S) シャア専用ゲルググ（本人ではなくゼクノヴァの先にある世界で戦死したシャアが搭乗）
- ララァが試行錯誤して失敗した世界で搭乗
  - MS-07 グフ
  - EMS-10 ヅダ
  - MS-17 ガルバルディα
  - MA-05 ビグロ
  - MA-05 ビグ・ザム
  - MSN-04 サザビー（山下いくと版）

その他
- 機動戦士ガンダム C.D.A. 若き彗星の肖像（漫画）
  - AMA-00GR ゼロ・ジ・アール
  - MS-14U ゲルググ（外宇宙用）
  - MSN-02 パーフェクトジオング
  - MS-06R-1A 黒い三連星専用高機動型ザクII（ガイア機）
- 機動戦士Ζガンダム Define（漫画）
  - MSZ-000 零式
- JUPITER [ZEUS] IN OPERATION TITAN U.C.0083
  - MS-15PLUS (MS-15S) ギャンEX
- モビルスーツコレクション・ノベルズAct.5 宿敵の幻影（小説）
  - RX-098 プロトタイプ・リック・ディアス（シミュレーター）
- 機動戦士Ζガンダム 宇宙を超える者（漫画）
  - リック・ディアス改
- サイドストーリー・オブ・ガンダム・ゼータ（漫画）
  - MSN-00100R 百式改
  - RX-178R ガンダムMk-III
- 機動戦士VS伝説巨神 逆襲のギガンティス（漫画）
  - スザク（S・ザク・ザクIII 改・改）
- 機動戦士ガンダム シャアの帰還（ゲームブック）
  - MSN-00100R 百式改
  - AMX-011 ザクIII
- トニーたけざきのガンダム漫画（漫画）
  - RB-79A12 シャア専用ボール（専用機）
- 機動戦士ガンダム MSV-R ジョニー・ライデンの帰還（漫画）
  - MSK-008 シャア専用ディジェ
    - MSK-008S ディジェ・トラバーシア
- 機動戦士ムーンガンダム（漫画）
  - MSN-04X2 サザビー
- 機動戦士ガンダム U.C. ENGAGE「アムロシャアモード」（ゲーム）
  - MS-05B ザクI
  - MSK-008 ディジェ
  - AMX-003 ガザC

以下のようにシャア専用機として開発されたが実際に搭乗していない、もしくは作中での搭乗が確認されていない機体もある。
- 機動戦士ガンダムΖΖ
  - RMS-099B (RMS-099RS) シュツルム・ディアス
- Twilight Axis
  - AMX-011S ザクIII
- アナハイム・ラボラトリー・ログ
  - MSF-007 ガンダムMk-III 8号機
  - MS-09SS ドワス改
- Competition of NEW GUNDAM -RED or WHITE-（DOME-G映像）
  - MSN-001-2 デルタガンダム弐号機（プレゼン用データ）
- SDガンダム GGENERATIONシリーズ（ゲーム）

さらに、以下のようなif設定（架空戦記設定）も存在する。
- 機動戦士ガンダム ギレンの野望シリーズ（ゲーム）
  - YMS-15 (MS-15S) ギャン（シャア専用ギャン）
  - RX-78/C.A. キャスバル専用ガンダム
- 機動戦士ガンダム ガンダムvs.Ζガンダム（ゲーム）
  - AMX-004-3 キュベレイMk-II（宇宙世紀モード）

### 主な搭乗艦
機動戦士ガンダム
- ファルメル（シャア専用ムサイ、専用艦として）
- マッドアングラー（艦隊旗艦として）
- ラグナレク（専用艦として）
- アサルム（劇場版IIIラストで搭乗）

機動戦士ガンダム C.D.A. 若き彗星の肖像
- インゴルシュタット（艦隊旗艦として）

機動戦士Ζガンダム
- アーガマ（搭乗員として）
- ラーディッシュ（搭乗員として）
- アウドムラ（搭乗員として）

機動戦士ガンダム 逆襲のシャア
- レウルーラ（艦隊旗艦として）

機動戦士ガンダム MSV-R ジョニー・ライデンの帰還
- ムサカ

機動戦士Gundam GQuuuuuuX
- ソドン

## 担当声優
担当声優は『機動戦士ガンダム』にて池田秀一が演じ、以降の関連作品でもほぼ全ての作品で池田が声を務めている。
池田以外にシャアを演じた声優は以下の通り。
- 田中真弓 - 『THE ORIGIN』（幼少時代）
- 小西克幸 - 『ガンダムさん』
- 関俊彦 - 『ガンダムビルドファイターズ バトローグ』
- 新祐樹 - 『機動戦士Gundam GQuuuuuuX』[注 14]

## シャアに関する知識
キャラ設定の経緯
シャア・アズナブルは、テレビアニメ『機動戦士ガンダム』の企画が、『十五少年漂流記』を元にした少年宇宙戦記物『フリーダム・ファイター』からロボットアニメ『ガンボイ』に至った際に、敵キャラクターのエースとして誕生した。ライバルキャラには因縁を付ける必要があるため、仮面を着けることとなり、ジオン・ズム・ダイクンの遺児という設定が付加された。初期には好敵手との設定があるのみで詳しい設定がなかったための仮面着用であったことを、後に安彦良和は語っている。
名前の由来
仮面を着けたライバルといって、サンライズの企画部デスクであった飯塚正夫がすぐに思い浮かべたのが、『勇者ライディーン』のプリンス・シャーキンであった。シャアという名は、人気キャラであったシャーキンにあやかって付けられたものである。それに富野由悠季が当時ファンであったという、フランス人シャンソン歌手シャルル・アズナヴールの名前をもじって組み合わせ、シャア・アズナブルという名が誕生した。また、別の説として、NHK『BSアニメ夜話』において、「シャー」という効果音と共に現れることから「シャア」と名付けたと富野自身が発言している。いずれにせよ、サンライズのキャラクター名はダジャレのようなもじりで付けるのが慣習となっている。なお、「シャー」はペルシア語で「皇帝」を意味する言葉であり、イラン革命によるパフラヴィー朝の崩壊直後、関連性を勘繰るファンが相次いだが、『アニメック』誌などで富野や松崎健一はこれとは無関係であるとの言を繰り返した。
左遷からの復帰
本来は最終話まで登場するライバルとして設定されていたシャア・アズナブルであったが、視聴率不振によるてこ入れにより、ガルマ・ザビが戦死し、その責を問われてドズル・ザビに左遷されたことで第12話以降は一切出る予定がなくなっていた。しかし、サンライズに届いた「ガンダムの最初のファンになってくれた（富野夫人の談）」女子中学生の葉書と、プロデューサー・関岡渉の「一番人気であったシャアを殺すことなく敵役として出し続けて欲しい」という富野への直談判で、シャアは第26話で復活を果たすこととなる。
ララァとの出会い
原作者・総監督である富野由悠季が後々に書き下ろした小説『密会 アムロとララァ』によれば、ララァと初めて出会ったのはガンジス川の畔に建つ売春宿である（詳しくはララァ・スンの項にて）。なお、『THE ORIGIN』では一年戦争以前にすでに出会っている。
『機動戦士ガンダム』のアフレコ時、シャアの声優である池田秀一が役作りのために監督の富野にシャアはララァと寝たのか確認したところ、富野は「そう考えてもらって結構」と答えたという。全研が以前出していた漫画情報誌『Comnavi』VoL.9（1998年）でのガンダム特集での池田へのインタビューによれば、「富野監督ははっきりとは答えなかったけど、ララァと寝たと思って演技した」とコメントしている。
テーマ曲
テレビ版の終盤では挿入歌として彼のテーマ曲「シャアが来る」（作詞：井荻麟（富野） 作曲：渡辺岳夫 編曲：松山祐士 唄：堀光一路）が作られ、第40話の戦闘シーンで使用された。
クワトロのプロフィール
サンライズ監修による『アニメディア』のインタビュー記事「アニメキャラリサーチ」では、生年月日・身長体重・血液型に加え、趣味に「そういう名のものにうつつを抜かす暇がない暮らしをしている」、特技に「あるといえばある、ないといえばない」、食べ物の好き嫌いはしない主義、愛読書は「先人に学ぶものはない」、好きな植物はサボテン、好きな色は赤・金色（「派手な色が好みのようだ」と告白）、好きな女性のタイプは特にない、結婚に関しては「そんな時でもあるまい」と答えている。
クワトロのサングラス
クワトロ・バジーナは劇中、戦闘以外ではサングラスをしているのが特徴であるが、2005年5月に『機動戦士Ζガンダム』が映画化されたことにより、「クワトロ・バジーナ サングラス」が公式に販売された。
クワトロの制服
制服がノースリーブなのは色指定の担当者が間違えたためであり、安彦は抗議したが、監督の富野がOKを出したので変えられないと言われ、当時は富野が口をきいてくれなかったのでそのままになったという。その後安彦がクワトロを描く際には、袖を赤く塗っているとのこと。
シャアの綴り
シャルル・アズナヴール (Charles Aznavour) が元ネタであるため、後にシャアの綴りはフランス語風にCharと付けられた（なお、アズナブルの綴りが固まったのは90年代後半である）。しかし富野はそれを知らなかったため、『機動戦士ガンダム 逆襲のシャア』における主役MSをHi-Sガンダムと名付けようとしていた。これは「シャアを超える」という意味であったが、シャアの頭文字はCであると指摘されたため、この案は立ち消えとなった。
「逆襲のシャア」
1984年頃、「逆襲のシャア」のタイトルで富野によるファーストガンダムの続編小説が企画されていたが、翌年の『Ζ』制作決定により、企画はそのまま『Ζ』小説版へとシフトすることとなった。その後そのタイトルは映画『機動戦士ガンダム 逆襲のシャア』にて使用された。また『ガイア・ギア』も当初は「逆襲のシャア」のサブタイトルが付けられていた。
評伝 シャア・アズナブル / 赤の肖像~シャア、そしてフロンタルへ~
2006年11月、シャアを実在の人物になぞらえて著した上下分冊本『評伝 シャア・アズナブル』（皆川ゆか著 講談社刊）が出版された。この本では小説版『UC』発表前の作家・福井晴敏がシャアについて「自意識過剰でマザコン、自分しか愛せなかった男」であり、反面教師とするべきとコメントを寄せている。
なお、福井は後に『ガンダムUC』関連イベントの朗読劇『GUNDAM LIVE ENTERTAINMENT 赤の肖像~シャア、そしてフロンタルへ~』の脚本を執筆。宇宙世紀の始まりから「シャアの反乱」の最後に至るシャアの心情、そしてフル・フロンタルの表舞台への登場の経緯とその動機を池田秀一に語らせている。
スーパーロボット大戦
ゲーム『スーパーロボット大戦』シリーズでは原作に倣って味方だったり敵だったりと立場の変わり方が激しく、基本的に敵の場合にはシャア、味方の場合にはクワトロとして登場する。また『スーパーロボット大戦D』と『第3次スーパーロボット大戦Z 時獄篇』、『スーパーロボット大戦X』では第二次ネオ・ジオン抗争時のシャアとして味方となる。
クワトロとして登場する作品では、序盤は1年戦争時のシャアとして登場し敵対した後に加入したり、最初からクワトロとして登場したりと、仲間になる経緯は様々だが基本的に最後まで仲間のままで終わる。例外として『スーパーロボット大戦64』と『スーパーロボット大戦COMPACT2』、『スーパーロボット大戦IMPACT』ではクワトロとして登場した後、終盤に仲間から離れ第二次ネオ・ジオン抗争時のシャアに姿を変え敵に回る形式がとられた。このため『スーパーロボット大戦MX』や『スーパーロボット大戦Z』発売前には、開発者が「今回は裏切りません」と公表した。
シャアのオマージュ・パロディ
シャアへのオマージュ的演出、もしくは彼をパロディにしたキャラクターの創造は、他のガンダムシリーズに止まらず、漫画、アニメ、ゲーム、特撮などさまざまなメディアで数多く為されている。主に「赤い色」「仮面を着用」「シャアの著名なセリフをマネたセリフ」「担当声優に池田秀一を起用」などの共通性を持つことが多い。
シャアの昇進について
『機動戦士ガンダム』のナレーションなどを務めていた永井一郎による「シャア少佐って言いづらいから何とかなりませんか？」と富野由悠季への要望があり、少佐から中佐へ昇進させることを決めたという。
人気投票結果
『愛と戦いのロボット 完全保存版』で発表されたアンケート「みんなで選ぶロボットアニメーションベスト100」では、「一番カッコイイヒーローは？」で第11位（シャア）、第62位（クワトロ）、「一番極悪な悪役・敵役は？」で第33位、「一番美しい悪役・敵役は？」で第1位にランクインした。
2018年3月2日 - 4月20日に投票、5月5日にNHK BSプレミアムで発表された「全ガンダム大投票 40th」にて、シャア（クワトロ・バジーナとキャスバル・レム・ダイクンを含む）はキャラクター部門の総合ランキングで1位であった。なお、作品別ランキングでは、『機動戦士ガンダム』のシャアが2位、『機動戦士Ζガンダム』のクワトロ・バジーナが6位、『逆襲のシャア』のシャアが8位、『機動戦士ガンダム THE ORIGIN』のシャアが88位となっている。

## 関連する人物
フル・フロンタル
小説・アニメ『機動戦士ガンダムUC』に登場。U.C.0096年時点におけるネオ・ジオン軍の首魁。階級は大佐。「赤い彗星の再来」と呼ばれる仮面をつけた男。その額には一年戦争末期にシャアがアムロとの決闘の際につけられた傷と同様の傷痕まである。しかしながら、シャアをよく知るものが見れば声は似ているが姿に違いがあるとされる。赤いMS・シナンジュを駆り、高いMS操縦技量とカリスマ性を以てネオ・ジオン残党を糾合し、地球連邦軍とラプラスの箱を巡り争奪戦を繰り広げる。
その背後にはジオン共和国のモナハン・バハロ外務大臣に代表される共和国右派の思惑が存在し、フロンタルは彼らの「シャアの再来」計画によって生み出された強化人間だったとされる。
フロンタルとシャアの関係ついてアニメ版『UC』監督の古橋一浩は、ストーリー担当で原作小説の著者でもある福井晴敏とは考えが違うとした上で詳細の明示を避ける形としている。福井はアニメ版『UC』の終盤にシャアの像が現れたことについて「“落とし物”を回収しに来た」とコメントしている。これについては「“死んだから出てきた”とは限らない。生き霊かもしれない。」ともコメントしており、視聴者へ解釈の幅を残している。
フロンタルの声優はシャアと声が酷似しているという設定から、本物のシャアの声優を務めた池田秀一が担当している。
ゲーム『機動戦士ガンダム エクストリームバーサス』シリーズや『SDガンダム GGENERATION OVERWORLD』、『第3次スーパーロボット大戦Z 時獄篇』、『第3次スーパーロボット大戦Z 天獄篇』などにおいて、互いに生身の状態でシャア本人との競演が実現できる。
ゾルタン・アッカネン
劇場アニメ『機動戦士ガンダムNT』に登場。27歳。フェネクス捕獲を目論むジオン共和国軍の大尉。シナンジュ・スタインのパイロット。ネオ・ジオン残党軍「袖付き」の首魁フル・フロンタルと同様に、「赤い彗星の再来」のひとりとして開発された強化人間。ただし失敗作であり本人もそう呼ばれることにコンプレックスを感じている。
アフランシ・シャア
小説『ガイア・ギア』に登場。メモリチップを移植し、シャアの記憶を受け継がせた「メモリー・クローン」。南の島で暮らしていたが、宇宙へ赴きメタトロンの指導者に迎えられた。しかし、彼自身は首脳部の傀儡となることを拒否し、常に専用機ガイア・ギアαに搭乗し最前線に臨む。当初は周囲からも血筋だけで成り上がったものと思われ、疑問視されていたが、努力家な姿勢と生まれついての性格が好感を得て人望を集めた。メタトロンと地球連邦軍の一応の決着ののちは、組織と別離して恋人と子を成し、地球の自然の中で生きる道を選んだ。
容姿はシャアの面影を持っているが、直接の血縁があるのかどうかは不明。シャアの記憶を脳に植え付けられているが、アフランシの認識では断片的かつ曖昧であり、自由に想起は出来ず、状況に応じて不意に発現する。しかし、マン・マシーンの操縦技術は、シャアのMSパイロットとしての記憶が大きく役に立った。

## 書籍
- 機動戦士ガンダム シャアがくる！ （ティーツー出版、1999年2月） ISBN 978-4887490192
  - （文庫版） 機動戦士ガンダム シャアがくる！ 増補改訂版 （ジャイブ、2008年3月） ISBN 978-4861765070
- 永遠のガンダムシリーズvol.2 語ろうシャア！ （レッカ社、2004年3月） ISBN 4901782266
  - （文庫版）語ろうシャア！ （ソニー・マガジンズ、2009年3月） ISBN 978-4789733809
- 評伝シャア・アズナブル 《赤い彗星》の軌跡 上・下 （皆川ゆか、講談社、2006年12月） ISBN 978-4063646757, 978-4063646764
  - （文庫版）評伝シャア・アズナブル 《赤い彗星》の軌跡 （皆川ゆか、講談社、2012年4月） ISBN 978-4062768788
- シャアへの鎮魂歌 わが青春の赤い彗星（池田秀一、ワニブックス、2007年1月7日初版） ISBN 4-8470-1700-5
  - （文庫版）シャアへの鎮魂歌 （池田秀一、廣済堂出版、2009年11月） ISBN 978-4331654583
- ガンダムの常識Special 赤い彗星シャア・アズナブル篇 （双葉社、2010年11月） ISBN 978-4575302639
- 池田秀一の「三倍速く!! シャアが行く！」 ～ガンダム人間探訪記～ (角川コミックス・エース)（角川書店、2011年11月） ISBN 978-4047157743
- シャア・アズナブル全発言 （PHP研究所、2012年11月） ISBN 978-4569803906
- シャア・アズナブルぴあ（ぴあMOOK）（ぴあ、2016年5月発売） ISBN 978-4835629933

## 関連項目

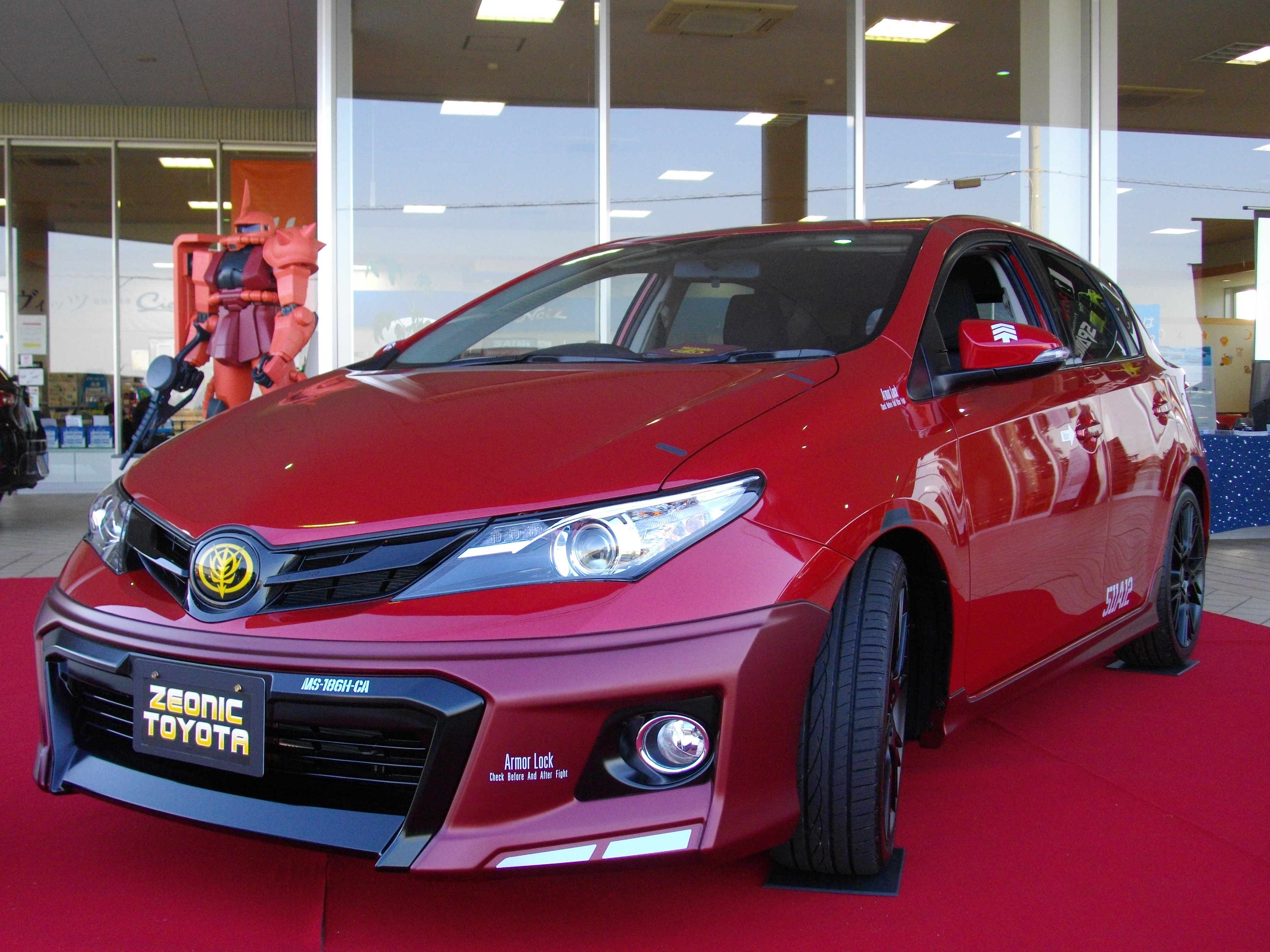
シャア専用オーリス
（2009年7月に初登場、写真は前期型）

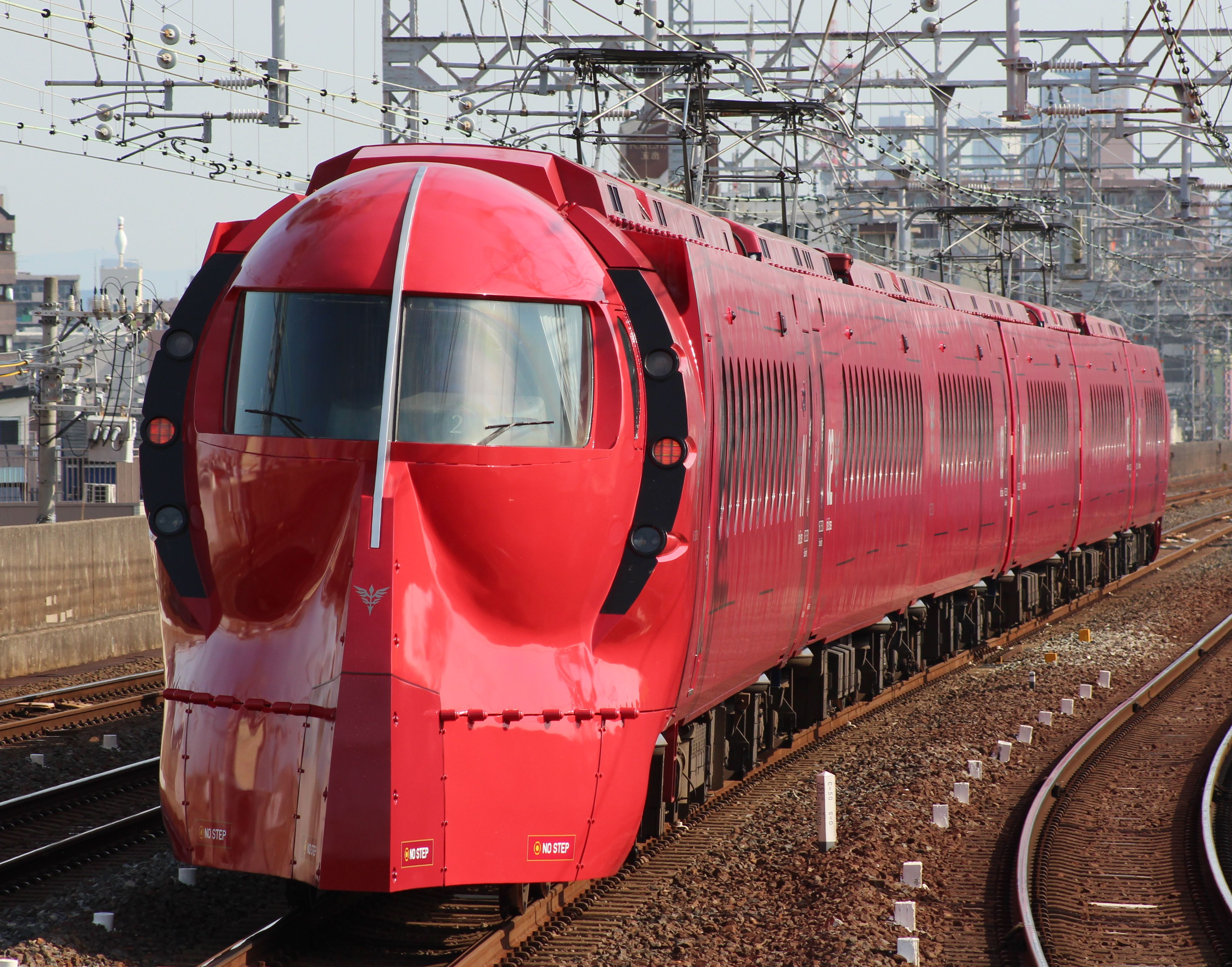
シャア専用ラピート
（2014年4月に初登場）